# Luna megye
Luna megye az Amerikai Egyesült Államokban, azon belül Új-Mexikó államban található. Megyeszékhelye és legnagyobb városa Deming. Lakosainak száma 25 427 fő (2020. április 1.). Luna megye Sierra, Doña Ana, Grant és Hidalgo megyékkel határos.

## Népesség
A megye népességének változása:
| Lakosok száma | 25 113 | 25 146 | 24 967 | 24 659 | 24 518 | 25 427 |
|               | 2010   | 2011   | 2012   | 2013   | 2015   | 2020   |